# Microlophus koepckeorum
Microlophus koepckeorum är en ödleart som beskrevs av den tysk herpetologen Robert Mertens 1956. Arten ingår i släktet Microlophus och familjen Tropiduridae. Inga underarter finns listade i Catalogue of Life.

## Etymologi
Arten har fått sitt namn efter den tyska ornitologen Maria Koepcke och hennes make, den tyske zoologen Hans-Wilhelm Koepcke. Artnamnet koepckeorum är således genitiv plural: normalt används annars genitiv singular eftersom eponymer vanligtvis bara är uppkallade efter en person.